# 棒球殺手
《棒球殺手》是Irem公司于1993年推出的一款横向卷轴街机游戏，玩家可以从四名主角Jose、Straw、Ryno和Roger中任选一名进入游戏。游戏中主角主要用球棒击打对手，此外还有两种会消耗自己生命值特殊技能，一种可以打击周围的敌人，消耗的生命值较少，另外一种可以打击屏幕上所有敌人，消耗的生命值较多。除此之外每位主角都有自己的特殊技能。
此游戏风格的设计上力求夸张搞笑，难度不大，可以四个人同时玩，

## 註腳
1. ↑  .   [2020-10-14]. （原始内容存档于2020-10-15）.